# 細川英二
細川 英二（ほそかわ えいじ、1962年2月24日 - ）は、日本の元騎手。

## 来歴
1983年3月5日の中山第1競走4歳以上300万下・ハリーアップで初騎乗を果たし、1番人気に支持されたが、4着と初勝利はならなかった。同馬に騎乗した6月4日の東京第1競走4歳以上オープンで初勝利を挙げ、11月12日の東京第9競走4歳以上オープンではレッドサンでエイティトウショウ・メジロティターンに次ぐと同時にハギノカムイオーに先着する4着に入る。有馬記念が行われた12月25日には有馬記念の前の第8競走4歳以上800万下をハシノエースで勝利するなど、1年目の同年は3勝をマーク。
2年目の1984年には4月29日の東京で初の1日2勝 、5月26日・27日の東京では初の2日連続勝利、6月9日・10日の東京では初の2日連続1日2勝、6月17日の福島では第5競走→第6競走→第7競走と3連勝で初の1日3勝を挙げる。9日の東京から17日の福島まで8連続連対を記録し
、2002年に武豊が9連続を記録するまで破られなかった。同年は初の2桁勝利で自己最多の30勝をマークし、1986年まで3年連続2桁勝利を記録。
3年目の1985年には11月23日の東京第9競走白菊賞をエドノハヤテでダイナコスモスに3馬身差勝利し、1986年には共同通信杯4歳ステークスで9頭中9番人気のエゾシンザンに安田富男に替わって騎乗しダイナガリバーの4着に入った。
1987年には柴田政人に替わってチョウカイリフォに騎乗し、フェブラリーハンデキャップでは柴田が騎乗するリキサンパワーの4着に入った。5月16日の東京第8競走4歳以上400万下では16頭中12番人気のアローソシアルで13番人気ダイワエバーのクビ差2着に入って枠連万馬券を演出し、ラジオたんぱ賞では坂井千明から乗り替わった父ビンゴガルー・母父アローエクスプレスのタニノバリアントで5着に入ったが、5勝に終わる。
1988年夏の新潟ではビンゴガルー産駒の牝馬ブァンフォーアコーで新馬を7馬身差で逃げ切り、新潟3歳ステークスでは2着に入る。同年には2年ぶりの2桁となる11勝をマークし、1992年まで5年連続2桁勝利を記録。
1989年にはグリーングラス産駒トウショウファルコで2月18日の小倉第3競走4歳新馬を4コーナー先頭から押し切り、7月8日の函館第5競走4歳以上400万下を逃げ切る。日高育成牧場で育った抽せん馬ショウブラッキーでは冬の小倉でシュンエイ記念を制し、夏の函館ではセイユウ記念でアキヒロホマレをアラブで初めて破って人馬共に唯一の重賞勝利 を挙げ、タマツバキ記念ではアキヒロホマレの3着であった。
1992年には8月1日の札幌第8競走4歳以上500万下で12頭中12番人気のミュージックガールに騎乗し、6番人気ベルファントムの2着に粘って馬連万馬券を演出。
1993年には父ウインザーノット・母リーゼングロスのエンゲルリーゼンで未勝利→500万下を連勝し、北総特別（900万下）も勝って3勝した。
1994年には5月7日の東京第4競走4歳未勝利を14頭中13番人気のナンバーエイトで勝利して単勝・馬連万馬券、9月11日の函館第6競走4歳以上500万下では12頭中12番人気のリメイングラッドで7番人気メジロアングルの2着に入って馬連万馬券を演出。
1995年9月17日の函館では第1競走3歳未勝利を茨城・東京大学農学部付属牧場生産馬マキノプリテンダーで逃げ切り、第10競走道新スポーツ杯では12頭中12番人気のフクサンリリーで2着に突っ込んで馬連万馬券を演出。
1996年5月26日の東京第5競走4歳以上500万下・ミスマリコが最後の勝利となり、11月3日の東京第1競走3歳未勝利・メジャーロック（18頭中18着）を最後に引退。

## 騎手成績
| 通算成績 | 1着 | 2着 | 3着 | 4着以下 | 出走回数 | 勝率 | 連対率 |
| -------- | --- | --- | --- | ------- | -------- | ---- | ------ |
| 平地     | 148 | 161 | 155 | 1551    | 2015     | .073 | .153   |

主な騎乗馬
- ショウブラッキー（1989年セイユウ記念）